# Soul Calibur IV
Soulcalibur IV är ett TV-spel till Xbox 360 och Playstation 3 inom genren beat 'em up (fighting).

## Handling
Handlingen kretsar kring två fiktiva svärd: Soul Calibur och Soul Edge.
De två svärden är raka motsatser till varandra, Soul Calibur sprider godhet medan Soul Edge sprider ondska.
Bärarna av dessa två svärd heter Siegfried och Nightmare respektive.
Diverse slagskämpar reser från världens alla hörn för att lägga vantarna på svärden, alla med olika mål.

## Mottagande
Enligt MobyGames har SC IV fått överlag bra betyg av både press och spelare. Både Xbox 360 och PS3-versionerna har fått 86/100 i medelbetyg av pressen.

## Karaktärer
| Namn          | Vapen                     | Härkomst                             |
| ------------- | ------------------------- | ------------------------------------ |
| Mitsurugi     | Katana                    | Bizen, Japan                         |
| Taki          | Kodachi                   | Japan                                |
| Talim         | Tonfa                     | Filippinerna                         |
| Cassandra     | Svärd och sköld           | Aten, Osmanska riket                 |
| Yunsung       | Dao                       | Jirisan, Korea                       |
| Raphael       | Rapir                     | Rouen, Frankrike                     |
| Kilik         | Bo                        | Kina                                 |
| Xianghua      | Jian                      | Peking, Kina                         |
| Maxi          | Nunchakus                 | Shuri/Okinawa, Japan                 |
| Yoshimitsu II | Katana och sashimono      | Ingen                                |
| Nightmare     | Zweihänder (Souledge)     | Okänt                                |
| Ivy           | Snake sword               | London, Brittiska imperiet           |
| Cervantes     | Långsvärd och pistolsvärd | Valencia, Spanien                    |
| Sophitia      | Svärd och sköld           | Aten, Osmanska riket                 |
| Astaroth      | Stridsyxa                 | Persien                              |
| Voldo         | Katar                     | Palermo, Kungariket Neapel           |
| Seung Mina    | Naginata                  | Jirisan, Korea                       |
| Lizardman     | Svärd och sköld           | Okänt                                |
| Setsuka       | Iaito inuti ett paraply   | Japan                                |
| Siegfried     | Zweihänder                | Ober-Getzenberg, Tysk-romerska riket |
| Amy           | Rapir                     | Rouen, Frankrike                     |
| Hilde         | Kort svärd och spjut      | Tysk-romerska riket                  |
| Tira          | Ring blade                | Okänt                                |
| Rock          | Stridsyxa                 | London, Brittiska imperiet           |
| Algol         | Blandat                   | Bortglömt                            |